# 2023 في تونس
فيما يلي قوائم الأحداث التي وقعت خلال عام 2023 في تونس.

## الحُكم
- الرئيس - قيس سعيد.
- رئيسة الحكومة - نجلاء بودن رمضان.
- وزير الداخلية - توفيق شرف الدين.